# 1926 في البرازيل
فيما يلي قوائم الأحداث التي وقعت خلال عام 1926 في البرازيل.

## سياسة

### تعيين في المنصب
- 15 نوفمبر – واشنطن لويس بيريرا دي سوزا رئيس البرازيل.

### انتهاء فترة المنصب
- 15 نوفمبر – أرتر برنارديس رئيس البرازيل.
- 15 نوفمبر – جيتوليو فارجاس عضو مجلس النواب البرازيلي [الإنجليزية]‏.

## رياضة
- 1 يناير – بطولة كاريوكا 1926 الفائز نادي ساو كريستوفاو.

## مواليد

### يناير
- 3 يناير – نيلسون لومباردي موسيقي برازيلي.
- 14 يناير – بالتازار كوستا لاعب كرة قدم برازيلي.
- 28 يناير – مانيكا لاعب كرة قدم برازيلي.

### مارس
- 3 مارس – أنطونيو ألبرتو كيمارايس ريزيند كهنوت برازيلي.

### مايو
- 3 مايو – ميلتون سانتوس
- 25 مايو – هيليو سيلفا سباح برازيلي.

### يوليو
- 22 يوليو – خوسيه باولو بايس
- 25 يوليو – بياتريس سيجال ممثلة برازيلية.

### ديسمبر
- 7 ديسمبر – أميليا توليدو نحاتة برازيلية.